# みずほターミナル
みずほターミナルは、岐阜県瑞穂市にあったバスターミナルである。
JR穂積駅南ロータリーの車両の混雑対策のため設けられ、岐阜バスの路線バスの乗車場として運用されていた。
穂積駅から約350メートル南にあり、降車は駅南ロータリーにある穂積駅前バス停で行われた。

## 沿革
2005年（平成17年）4月の名鉄揖斐線忠節 - 黒野間・岐阜市内線の廃止に伴い、穂積駅から黒野方面へ向かう路線バスが岐阜バスによって新たに運行される事になった。穂積駅南のロータリーに乗り入れる場合、送迎の一般車両も含めて混雑が悪化することから、別にバスターミナルを設けることとした。自治会に無償貸与されていた当時の瑞穂市長の松野幸信の土地、40平方メートルを瑞穂市が購入して整備した。バスターミナルを利用するのは岐阜バスの路線バスの乗車のみとされ、岐阜バスの降車やコミュニティバスのみずほバスの乗降、朝日大学歯学部附属病院への通院にも利用される朝日大学スクールバスの乗降は引き続き駅南ロータリーで行われた。2005年4月1日に利用を開始した。
穂積駅から距離が離れ、鉄道との乗り継ぎに不便だという声があった。バス路線の廃止や減便を機に駅南ロータリーでの乗車について検討が行われ、2011年10月1日から岐阜バスの路線バスの乗降ともに駅南ロータリーで行うよう変更された。その後はバスの待機所や駅南ロータリー改修時の一時移転先として利用された。
2020年から始めた穂積駅南口の一般車両の乗降場や駐車場の整備に際し、用地を除却（売却）。買収したJAぎふ穂積支店の移転用地とされた。待機場機能はみずほターミナルの西にある瑞穂市役所駐車場に移された。

## 路線
- 穂積リオワールド線：みずほターミナル - リオワールド
- 北方穂積線：みずほターミナル - モレラ岐阜
  - 北方バスターミナルの新設に伴う路線再編により2010年3月を以て廃止[10]。
- 大野穂積線：みずほターミナル - 大野バスセンター